# Александар Јерјоменко
Александар Јерјоменко (рус. Александр Владимирович Ерёменко; Москва, 10. април 1980) је бивши руски хокејаш који је играо за неколико руских клубова. Играо је на позицији голмана.

## Каријера

### Клупска каријера
Јеременко је прошао млађе категорије Динама из Москве. У раној каријери играо за Твер, Мечел и Амур. У лето 2004. вратио се у клуб у који је поникао, Динамо.
У својој првој сезони после повратка Јерјоменко је на 36 мечева примио 75 голова, и заједно са тимом освојио Супер лигу Русије. Након завршетка шампионата одлучио је да промени клуб и преселио се у Ак Барс. Јеременко у клубу није био први голман и одиграо је само 25 утакмица, али је као део екипе успео да освоји титулу, што је била његова друга узастопна.
Јеременко је остао у Казању још једну сезону, али након што је клуб завршио други у првенству, одлучио је да напусти клу и оде у Салават Јулаев. Сезону 2007/08. завршио је сезону са шампионском титулом. Клубу је то била прва титула а њему укупно трећа. У мају 2009, продужио је уговор са клубом на још четири године. У сезони 2010/11. изгубио је место првог голмана, па је на крају сезоне одлучио да се поново врати у свој матични Динамо.
Са Динамом је 2022. године освојио своју пету титулу шампиона Русије. Динамо је у финалу био бољи од Авангарда са 4:3 у победама, а Јерјоменко је проглашен за најбољег играча финала.
На дан 21. јануара 2018. имао је на свом конту 84 утакмице у којима није примио гол, чиме је делио прво место по броју утакмица без примљеног гола у домаћој лиги са Василијем Кошечкиним. 
Дана, 23. марта 2022. године, у 41. години живота, одиграо је свој последњи меч против ЦСКА (3:6).

### Репрезентативна каријера
Први меч за репрезентацију Русије одиграо је на купу Карјала. Играо је на Европком првенству 2007. године, а први меч на Светском првенству одиграо је 2008. године када је освојио бронзану медаљу. Шампион света је био на Светском првенству 2008. и 2009. године.

## Достигнућа
- Шампион света 2008. и 2009. године са репрезентацијом Русије.
- Сребрна медаља на Европском првенству 2010. године са репрезентацијом Русије.
- Две бронзане медаље 2005 и 2007. године на Европском првенству са репрезентацијом Русије.
- Петоструки шампион Русије (2005 и 2012 - Динамо Москва, 2006 и 2008 - Ак Барс, 2011 - Салават Јулаев)
- Освојено друго место у шампионату Русије са екипом Ак Барс.
- Чесник КХЛ Ол-стара